# دشت ربا (قيلاب)
دشت ربا (بالفارسية: دشت‌ربا) هي قرية تقع في قسم قيلاب الريفي، بمقاطعة أنديمشك التابعة لمحافظة خوزستان، إيران. يقدر عدد سكانها بـ 54 نسمة حسب الإحصاء السكاني الذي تمّ في عام 2006.